# Corruptissima re publica plurimae leges

Corruptissima re publica plurimae leges este o expresie latină din Tacitus (Annales, Cartea III, 27), care înseamnă: „sunt multe legi când statul este corupt”. Se referă la ultimii ani ai Republicii Romane (anii 70 - 50 î.Hr.):
„Și atunci au început să apară decrete care nu se mai aplicau tuturor, ci indivizilor, iar majoritatea legilor au fost emise în zilele celor mai mari tulburări din republică.”
Expresia înseamnă că atunci când este multă corupție în stat și justiția eșuează, legile se înmulțesc, pentru că sunt multe încălcări și pentru că nu mai sunt create o singură dată pentru binele comun, ci ad personam și ad hoc: în interesul a o mie de corupți individuali în o mie de situații avantajoase personale. Mulți cetățeni încalcă legea, dar capacitatea statului de a o pune în aplicare este mică.
În acest fel, numărul legilor, pedepselor și ponderea acestora crește, în încercarea de a prevedea un număr imens de infracțiuni, împrejurări, lacune legale, agravante, atenuante etc., fără a reuși totuși să pună capăt situației. Deoarece corupția de stat este larg răspândită, există multe legi care o combat, fără a obține efectiv vreun succes. Legat de această maximă este și principiul iluminist emis de juristul italian Cesare Beccaria în lucrarea sa clasică Dei delitti e delle pene („Despre crime și pedepse”), potrivit căruia justiția – și deci o luptă eficientă împotriva corupției – funcționează mai bine nu prin pedepse mai severe, ci în existența certitudinii pedepsei.
Sintagma latină are o a doua traducere, în concordanță cu evenimentele descrise în lucrarea lui Tacit: „Cu cât un stat este mai aproape de căderea lui, cu atât are mai multe legi” .